# Derringer

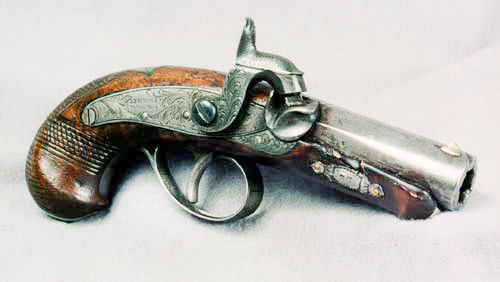
Den derringer som John Wilkes Booth använde vid mordet på Abraham Lincoln.

Derringer är ett samlingsnamn för en typ av kompakt pistol som i regel saknar magasin för att vara så liten som möjligt. Derringers finns i flerskottsutförande; detta uppnås med hjälp av flera pipor istället för magasin (oftast två men även fyrpipiga derringers existerar). Namnet härrör från en felstavning av vapenkonstruktören Henry Deringers namn.